# ブライアン・キャラウェイ
ブライアン・キャラウェイ（Bryan Caraway、1984年8月4日 - ）は、アメリカ合衆国の男性総合格闘家。ワシントン州ヤキマ出身。エクストリーム・クートゥア所属。

## 来歴
セントラル・ワシントン大学でレスリング部に所属していたが、2004年にそのレスリング部が廃部。その後、レスリング部のチームメイトがデニス・ホールマンの従兄弟だった縁から、ホールマンのもとで総合格闘技の練習を始めた。
アマチュア総合格闘技で6勝1敗の戦績。2005年にプロへ転向。

### TUF
2011年、リアリティ番組「The Ultimate Fighter」のシーズン14に参加。ジェイソン・ミラー率いるチーム・メイヘムに所属。フェザー級トーナメント1回戦でマーカス・ブリメージと対戦し、リアネイキドチョークで一本勝ち。準決勝でディエゴ・ブランダオンと対戦し、TKO負けを喫した。

### UFC
2011年12月3日、UFC初参戦となったThe Ultimate Fighter 14 Finaleでダスティン・ニースと対戦し、リアネイキドチョークで一本勝ちを収めた。
2012年7月21日、バンタム級転向初戦となったUFC 149でミッチ・ガニョンと対戦し、リアネイキドチョークで一本勝ち。ファイト・オブ・ザ・ナイトを受賞した。
2013年3月3日、UFC on Fuel TV 8で水垣偉弥と対戦し、1-2の判定負けを喫した。
2013年4月27日、UFC 159でジョニー・ベッドフォードと対戦し、フロントチョークで一本勝ち。サブミッション・オブ・ザ・ナイトを受賞した。
2014年6月7日、UFC Fight Night: Henderson vs. Khabilovでバンタム級ランキング12位のエリック・ペレスと対戦し、2Rにリアネイキドチョークで一本勝ち。しかし試合後、1Rにキャラウェイが指をペレスの口に引っ掛けていたことが確認され物議を醸す。キャラウェイはわざとやったのではなく、試合後に指摘されて初めて気づいたと語り、ペレスに謝罪をした。対戦相手ペレスのコーチであるグレッグ・ジャクソンは「良くないことだが、疑わしきは罰せずが原則だ。彼は故意にやったのではないと思う。」とキャラウェイに理解を示した。
2014年10月4日、UFC Fight Night: MacDonald vs. Saffiedineでバンタム級ランキング4位のハファエル・アスンソンと対戦し、判定負け。
2015年7月25日、UFC on FOX 16でバンタム級ランキング6位のエディ・ワインランドと対戦し、判定勝利。
2016年5月29日、UFC Fight Night: Almeida vs. Garbrandtでバンタム級ランキング4位のアルジャメイン・スターリングと対戦し、2-1の判定勝利。
2018年11月30日、The Ultimate Fighter 28 Finaleでバンタム級ランキング9位のペドロ・ムニョスと対戦し、TKO負け。

## 人物・エピソード
- かつて女子総合格闘家ミーシャ・テイトと交際していた。

## 戦績
| 総合格闘技 戦績 | 総合格闘技 戦績 | 総合格闘技 戦績 | 総合格闘技 戦績 | 総合格闘技 戦績 | 総合格闘技 戦績 | 総合格闘技 戦績 |
| --------------- | --------------- | --------------- | --------------- | --------------- | --------------- | --------------- |
| 31 試合         | (T)KO           | 一本            | 判定            | その他          | 引き分け        | 無効試合        |
| 22 勝           | 2               | 16              | 4               | 0               | 0               | 0               |
| 9 敗            | 2               | 2               | 5               | 0               | 0               | 0               |

| 勝敗 | 対戦相手                         | 試合結果                                 | 大会名                                            | 開催年月日     |
| ○    | ラジャ・シッペン                 | 5分3R終了 判定3-0                        | Battlefield FC 2                                  | 2019年7月27日  |
| ×    | ペドロ・ムニョス                 | 1R 2:39 TKO（ボディへの前蹴り→パウンド） | The Ultimate Fighter 28 Finale                    | 2018年11月30日 |
| ×    | コーディー・スタマン             | 5分3R終了 判定1-2                        | UFC 222: Cyborg vs. Kunitskaya                    | 2018年3月3日   |
| ○    | アルジャメイン・スターリング     | 5分3R終了 判定2-1                        | UFC Fight Night: Almeida vs. Garbrandt            | 2016年5月29日  |
| ○    | エディ・ワインランド             | 5分3R終了 判定3-0                        | UFC on FOX 16: Dillashaw vs. Barao 2              | 2015年7月25日  |
| ×    | ハファエル・アスンソン           | 5分3R終了 判定0-3                        | UFC Fight Night: MacDonald vs. Saffiedine         | 2014年10月4日  |
| ○    | エリック・ペレス                 | 2R 1:52 リアネイキドチョーク             | UFC Fight Night: Henderson vs. Khabilov           | 2014年6月7日   |
| ○    | ジョニー・ベッドフォード         | 3R 4:44 ギロチンチョーク                 | UFC 159: Jones vs. Sonnen                         | 2013年4月27日  |
| ×    | 水垣偉弥                         | 5分3R終了 判定1-2                        | UFC on Fuel TV 8: Silva vs. Stann                 | 2013年3月3日   |
| ○    | ミッチ・ガニョン                 | 3R 1:39 リアネイキドチョーク             | UFC 149: Faber vs. Barao                          | 2012年7月21日  |
| ○    | ダスティン・ニース               | 2R 3:38 リアネイキドチョーク             | The Ultimate Fighter 14 Finale                    | 2011年12月3日  |
| ○    | マーリン・ウェイケル             | 1R 3:17 リアネイキドチョーク             | CageSport 13                                      | 2011年2月19日  |
| ×    | フレジソン・パイシャオン         | 5分3R終了 判定1-2                        | WEC 50: Cruz vs. Benavidez 2                      | 2010年8月18日  |
| ×    | マーク・ホーミニック             | 1R 3:48 腕ひしぎ三角固め                 | WEC 46: Varner vs. Henderson                      | 2010年1月10日  |
| ○    | エディ・ペルチンスキー           | 1R 3:55 三角絞め                         | CageSport 7                                       | 2009年10月3日  |
| ○    | アレックス・スニガ               | 5分3R終了 判定3-0                        | Strikeforce Challengers 2                         | 2009年6月19日  |
| ○    | ダニエル・ステノヴィッチ         | 1R 1:47 三角絞め                         | CageSport MMA                                     | 2008年11月29日 |
| ×    | ウィルソン・ヘイス               | 5分3R終了 判定0-3                        | EliteXC: Unfinished Business                      | 2008年7月26日  |
| ○    | アルヴィン・カクダック           | 1R 1:39 リアネイキドチョーク             | Strikeforce: Melendez vs. Thomson                 | 2008年6月27日  |
| ○    | スティーブ・シャープ             | 2R 2:35 三角絞め                         | IFC: Caged Combat                                 | 2008年4月26日  |
| ○    | デイブ・レーア・コクラン         | 2R 4:15 リアネイキドチョーク             | Sport Fight 21: Seasons Beatings                  | 2007年12月22日 |
| ○    | エディ・ベレン                   | 1R 1:29 パンチ                           | SF: Clash at the Casino 2                         | 2007年6月30日  |
| ○    | サウル・ミッチェル               | 1R 3:04 腕ひしぎ十字固め                 | MMAC: The Revolution                              | 2007年5月12日  |
| ○    | ハリス・ノーウッド               | 2R 4:00 リアネイキドチョーク             | Lords of the Cage                                 | 2007年2月24日  |
| ○    | アンディ・ルケシュ               | 2R 4:30 リアネイキドチョーク             | Sport Fight 18: Turning Point                     | 2007年1月6日   |
| ×    | ジョン・ガンダーソン             | 2R 4:10 腕ひしぎ十字固め                 | Desert Brawl: Oregon vs. Texas                    | 2006年9月23日  |
| ○    | トレバー・ハリス                 | 1R 1:43 リアネイキドチョーク             | Sport Fight 16: Clash at the Casino               | 2006年6月24日  |
| ○    | ジェイソン・チャッケルナスケット | 2R リアネイキドチョーク                  | AXFC 11: Impact                                   | 2006年5月27日  |
| ○    | ノア・トーマス                   | 1R 3:31 リアネイキドチョーク             | Professional Fighting Association: Pride & Fury 4 | 2006年3月24日  |
| ○    | ガレン・ブッシュ                 | 1R TKO（パンチ）                         | AXFC 10: Assault at the Armory                    | 2006年3月18日  |
| ×    | イアン・ラブランド               | 2R 0:31 TKO（カット）                    | Sport Fight 12: Breakout                          | 2005年9月16日  |

## 表彰
- UFC ファイト・オブ・ザ・ナイト（1回）
- UFC サブミッション・オブ・ザ・ナイト（1回）